# Sony Ericsson W595

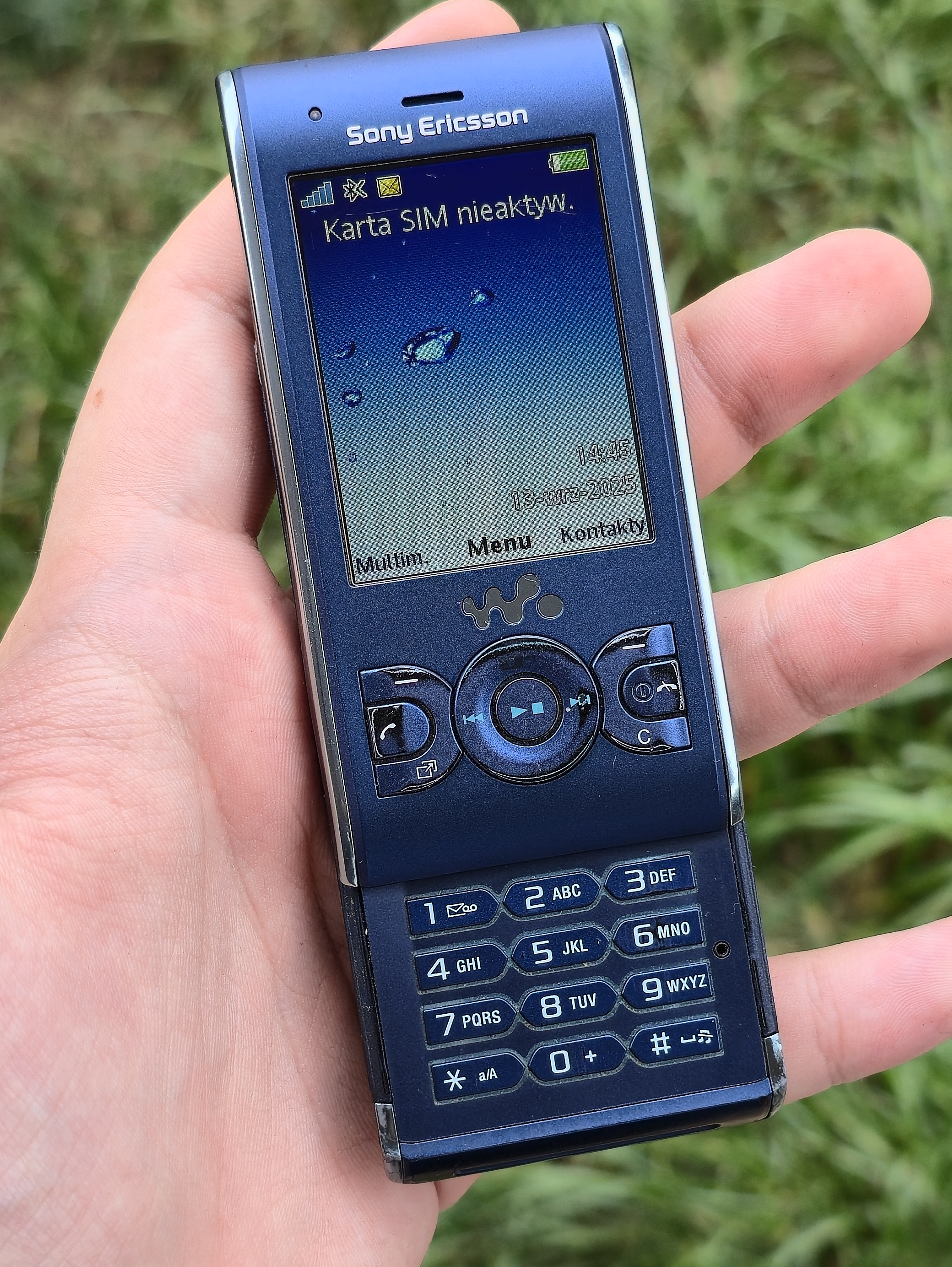
Sony Ericsson W595

Sony Ericsson W595 är en Walkmantelefon från Sony Ericsson.
W595 innehåller Shake Control. Vilket betyder att om du håller inne Walkman-knappen och skakar telefonen så byter den låt slumpvis från spellistan och spelar upp den automatiskt.